# 飞丹阁
飞丹阁为清末上海的一个书画团体，由殷宝龢之父于同治年间创办，位于豫园荷花池南岸。
飞丹阁既是经营书画买卖的店铺，亦为书画家集会、住宿的场所。经常在此活动的书画家多为海上画派的成员，包括改琦、王秋言、吴庆云、胡公寿、吴滔、吴穀祥、杨伯润、任熊、任薰、任预、任伯年、张熊、蒲作英、吴友如、吴昌硕等。